# Collegio di Wakefield and Rothwell
Wakefield and Rothwell è un collegio elettorale situato nel West Yorkshire, nella regione dello Yorkshire e Humber, e rappresentato alla Camera dei comuni del Parlamento del Regno Unito. Elegge un membro del parlamento con il sistema first-past-the-post, ossia maggioritario a turno unico; l'attuale parlamentare è Simon Lightwood del Partito Laburista e Co-Operativo, che rappresenta il collegio dal 2024.

## Estensione
Il collegio comprende i seguenti ward:
- nella città di Leeds: Rothwell;
- nella città di Wakefield: Stanley and Outwood East; Wakefield East; Wakefield North; Wakefield West e Wrenthorpe and Outwood West.[1]

## Membri del parlamento
| Elezione | Elezione | Deputato        | Partito         |
| -------- | -------- | --------------- | --------------- |
|          | 2024     | Simon Lightwood | Laburista Co-Op |

## Elezioni

### Elezioni negli anni 2020
| Partito                    | Partito                                            | Candidato                  | Risultati 4 luglio 2024 | Risultati 4 luglio 2024 |
| Partito                    | Partito                                            | Candidato                  | Voti                    | %                       |
| -------------------------- | -------------------------------------------------- | -------------------------- | ----------------------- | ----------------------- |
|                            | Laburista Co-Op                                    | Simon Lightwood            | 17 773                  | 43,72                   |
|                            | Reform UK                                          | David Dews                 | 8 427                   | 20,73                   |
|                            | Conservatore                                       | Arnold Eric Craven         | 7 322                   | 18,01                   |
|                            | Lib Dem                                            | Stewart Golton             | 3 249                   | 7,99                    |
|                            | Verdi                                              | Ash Routh                  | 2 389                   | 5,88                    |
|                            | Workers                                            | Keith Mason                | 705                     | 1,73                    |
|                            | Yorkshire                                          | Brent Hawksley             | 606                     | 1,49                    |
|                            | Social Democratico                                 | Nicholas Sanders           | 185                     | 0,46                    |
|                            |                                                    |                            |                         |                         |
| Iscritti                   | Iscritti                                           | Iscritti                   | 75 067                  | 100,00                  |
| ↳ Votanti (% su iscritti)  | ↳ Votanti (% su iscritti)                          | ↳ Votanti (% su iscritti)  | 40 656                  | 54,16                   |
| ↳ Astenuti (% su iscritti) | ↳ Astenuti (% su iscritti)                         | ↳ Astenuti (% su iscritti) | 34 411                  | 45,84                   |
|                            |                                                    |                            |                         |                         |
|                            | Esito: collegio a Laburista Co-Op (nuovo collegio) |                            |                         |                         |